# 鹿児島県立奄美図書館
鹿児島県立奄美図書館（かごしまけんりつあまみとしょかん, Kagoshima Prefectural Amami Library）は鹿児島県奄美市にある県立図書館。

## 施設概要
- 鉄筋コンクリート5階建て
  - 敷地面積 - 2,254.07m2
  - 建物面積 - 748.91m2
    - 4階 - 研修室、放送大学学習室、学習室
    - 3階 - カウンター、新刊コーナー、YAコーナー、進文庫、書庫、一般閲覧室
    - 2階 - カウンター、新刊コーナー、参考書コーナー、ビジネス・進学コーナー、世界遺産コーナー、展示コーナー、郷土コーナー、複写・マイクロフィルムスキャナープリンターコーナー、情報コーナー、対面朗読室、一般閲覧室
    - 1階 - 総合案内・受付カウンター、島尾敏雄記念室、新聞・雑誌コーナー、おはなしの部屋、展示コーナー、ロッカー、児童閲覧室

## サービス

### 利用時間
（2014年（平成26年）4月現在）
- 平日・土曜（月曜は休館）
  - 午前9:00 - 午後7:00
- 日曜・祝日
  - 午前9:30 - 午後5:00

### 休館日
- 毎週月曜日（月曜が祝日の場合は、月曜開館、祝日明けの平日が休館日）
- 整理研修日（毎月25日）- 土・日の場合は開館。
- 特別整理期間（11月26日 - 12月5日）
- 年末年始（12月29日 - 1月3日）

## 沿革
- 1958年（昭和33年）4月1日 - 名瀬市名瀬市井根町8番地の奄美日米文化会館の建物を使用して「鹿児島県立図書館 奄美分館」が発足。
  - 初代分館長に島尾敏雄が就任。管内の市町村へ貸出文庫を開始。
- 1962年（昭和37年） - 貸出文庫用の書庫を講堂に移転。
- 1964年（昭和39年）8月31日 - 名瀬市小俣町20番1号に、新館が完成。
- 1967年（昭和42年） - 母親文庫を創設。
- 1971年（昭和46年） - 近世郷土資料復刻事業を開始。
- 1972年（昭和47年） - 奄美地区図書館実務研修会を開始。
- 1979年（昭和54年） - 読書普及研究会を開始。
- 1984年（昭和59年） - 鹿児島県立図書館本館・奄美分館間の相互利用制度が発足。
- 1985年（昭和60年） - 琉球弧資料を開設。図書返却ポストを設置。奄美分館と奄美地区市町村図書館（図書室）との相互利用・相互貸借制度が発足。
- 1986年（昭和61年） - 鹿児島県公共図書館ネットワークシステム規定による相互貸借制度が発足。
- 1994年（平成6年） - 鹿児島県立図書館電算システムが稼働。
- 2007年（平成19年）10月15日 - 鹿児島県立奄美図書館（仮称）が着工。
- 2008年（平成20年）11月 - 移転のため休館。
- 2009年（平成21年）4月1日 - 鹿児島県立図書館の設置及び管理に関する条例が改正されたのに伴い、鹿児島県立奄美図書館に改称[1]。
- 2009年（平成21年）4月23日 - 移転し、現在地に開館する。
- 2014年（平成26年）12月 - ハンセン病文庫が名瀬市図書館より移動。

## 周辺
- 鹿児島県立奄美高等学校
- 奄美市立奄美小学校

## 著名な関係者
- 山元宗 - 元指導主事